# Джемі Томас
Джемі Томас (англ. Jamie Thomas; 11 жовтня 1974) — американський професійний скейтбордист і та співзасновник компаній Zero Skateboards та Fallen Footwear. Народився у місті Дотан, Алабама.

## Біографія
Джемі Томас став кататися на скейтборді у дев'ять років. Його першим спонсором в 1992 році стала компанія Deluxe (Monster trucks, колеса Spitfire). Входив до flow-команди Real Skateboards. Це спонукало його переїхати до Сан-Франциско з його друзями та Харлі. Живучи в Сан-Франциско, Томас створив недовго існуючу компанію, яка випробовувала скейтборди Experience Skateboards. Потім Томас поїхав до Сан-Дієго, де заснував компанію «Invisible Skateboards». Після переїзду до Південної Каліфорнії у 1994 році з'явився на обкладинці журналу «Transworld Skateboard» та мав власний профайл у відео від Spitfire та Invisible Skateboards. У 1995 році приєднується до команди Toy Machine. Виступаючи за цей бренд він бере участь у зйомках двох відео, одне з яких називається Welcome To Hell.

## Бізнес
У 1996 році він засновує невелику компанії з виробництва одягу за підтримки дистриб'ютора Tum Yeto (до цього ж дистриб'ютора входив бренд Toy Machine). Згодом ця компанія перетворилась у Zero Skateboards. Джемі Томас є власником та президентом Black Box Distribution, яку він заснував у 2000 році. До складу цієї дистриб'юторської компанії входять такі скейт-бренди, як Mystery Skateboards, $lave Skateboards, Zero Skateboards, Threat By Zero, Insight Clothing та Fallen Footwear. У 2006 році він отримає місцеву нагороду «Підприємець року» від Ernst & Young.
Джемі Томас одружився з Джоанні та має трьох дітей. Вони проживають у Каліфорнії.